# Blejoi (gmina)
Blejoi – gmina w Rumunii, w okręgu Prahova. Obejmuje miejscowości Blejoi, Ploieștiori i Țânțăreni. W 2011 roku liczyła 8575 mieszkańców.